# Живо събитие
Домашно (хаус) шоу или живо събитие е кеч събитие, продуцирано от големи компании, което не се излъчва по телевизията, така че те не могат да бъдат записани. Компаниите използват хаус шоутата главно за да печелят от показването, което те и кечистите, получават по време на телевизионните шоута, както и да тестват реакциите на мачове, борците и героите, които се считат, че ще участват в главните телевизионни шоута.
Хаус шоутата често се използват за да представят предстоящи телевизионни шоута, особено pay-per-view турнири, и са включени мачове между кечистите, които са планирани да работят на pay-per-view турнира. Това им дава възможност да осигурят 'чувство' за всеки стил и тестват специфични части от мачовете, планирани за pay-per-view турнира.
От 50-те до 90-те повечето главни мачове и сменящи шампиона титли са се случвали в хаус шоута, най-много защото цената на производство на ТВ шоу по това време, плюс липсата на модерната технология, правейки го значимо по-трудно да се запише телевизионно шоу. ТВ шоутата бяха записвани в малки студия, включващи кратки мачове, влизания и промота, които които се въртят около вражди, свършващи на живите събития. Някои от тези големи мачове излъчени по-късно, често са планирани „за оставащо ТВ време“, които обикновено се нареждат както края на мача, с надеждата, фенове да съжаляват че са го пропуснали и да купуват билети за следващото шоу. Това се промени през средата на 80-те кто формулата за телевизионните шоута се е променила, заради тогава новото шоу Първична сила, продуциран от World Wrestling Federation (днес познато като WWE) което промени начина по който телевизионните шоута бяха записвани и успеха на WWF, а по-късно и Понеделнишко Нитро.
Хаус шоутата си приличат с тъмните мачове, като и двете не се излъчва по телевизията. Единствената разлика е, че тъмните мачове не се излъчват в телевизионна ТВ програми, които вече са били излъчени.
Хаус шоутата са направени, така че добрите да печелят по-често, за да изпратят хората щастливи. Но ако, злодея владее титлата, добрия може да спечели чрез дисквалификация в този случай.

### Тъмен мач
Не-телевизионен мач на телевизионно шоу (както в хаус шоу). Тъмния мач преди шоуто често е използван да тества нови таланти или да настрои публиката. Тъмен мач след шоуто често включва главни кечисти, за да продаде повече билети и да изпрати публиката доволна, без да пречи на сюжети по телевизията.